# Liczba przestrzenna

Tetrafluorek siarki posiada liczbę przestrzenną równą 5.

Liczba przestrzenna – wartość pozwalającą wyznaczyć kształt cząsteczki korzystając z metody VSEPR. Równa jest ona liczbie wiązań z ligandami i wolnych par elektronowych dookoła atomu centralnego cząsteczki. Wiązania wielokrotne i wolne elektrony liczy się jako pojedyncze wiązanie.